# Capitol Bascats Düsseldorf
Die Capitol Bascats sind ein deutscher Basketballverein für Frauenbasketball aus der nordrhein-westfälischen Landeshauptstadt Düsseldorf.
Der Verein wurde im Jahr 2016 u. a. von Roger Nagel und Sean Lowe gegründet.

Ziel des Vereins ist es, ambitionierten Mädchen und Frauen eine optimale Förderung im Leistungssport zu bieten. Der Verein ist aber auch im Breitensport aktiv und verfügt über einen großen Kinder- und Jugendbereich.

## Geschichte
Roger Nagel und Sean Lowe vermeldeten zur Eröffnung des Vereins bereits 50 Mitglieder und kündigten an, dass Nagel sich für die Jugendarbeit bis U14 verantwortlich zeichnet und Lowe das Management der U16 bis zum Damenbereich übernimmt. In der Debütsaison 2015/2016 startete die erste Mannschaft in der Bezirksliga. Unter Trainer Sean Lowe blieb die Mannschaft ungeschlagen und sicherte sich souverän den Aufstieg in die Landesliga. In der folgenden Saison verpflichtete Lowe seinen Nachfolger Omar Collington. Der US-Amerikaner konnte bereits im Herrenbasketball diverse Erfolge nachweisen.
Mit den Neuzugängen Kita Waller und Centa Hermann wurde der Kader verstärkt, und auch erste Talente aus der Jugendarbeit wurden integriert. In den nächsten drei Jahren gelang es Collington, bis in die Regionalliga durchzumarschieren. 2020/2021 wurde Collington durch Dhnesch „Nash“ Kubendrarajah abgelöst. Nun in der 2. Bundesliga angekommen, schafften es die Bascats erneut aufzusteigen und erreichten ihr Ziel, Düsseldorf in die 1. Bundesliga zu bringen.
Im Anschluss an die Saison beendete der kreative Kopf Sean Lowe seine Laufbahn, und eine neugeformte Führung übernahm das Ruder bei den Bascats. Die Saison 2021/2022 verlief mit vielen Hürden, und die Bascats konnten die Erfolge der letzten Jahre nicht bestätigen. Finanziell gebeutelt durch die Corona-Krise war es dem Verein nicht möglich, die benötigten Mittel für eine weitere 2. Liga-Saison nach dem Abstieg zu erwirtschaften, weswegen der Verein direkt in die Regionalliga absteigen musste.
Trainer Dhnesch „Nash“ Kubendrarajah verließ im Anschluss den Verein, und der 1. Vorsitzende Roger Nagel kündigte an, in Zukunft mehr auf eigene Talente zu setzen. Die langjährige Starspielerin Kita Waller beendete ihre Laufbahn, und weitere Spielerinnen verließen die Bascats. Der bereits seit einigen Jahren für die Bascats aktive Trainer Marco Wißfeld übernahm den Posten für die erste Damenmannschaft.
Mit einem komplett neuen Gesicht startete die Mannschaft in die Regionalliga. Viele talentierte Spielerinnen aus der Jugend kamen zum Einsatz, waren aber mit der Ligastärke überfordert, was letztendlich zum nächsten Abstieg führte. Am 2. Januar 2024 verstarb Roger Nagel nach einer Krebserkrankung und erschütterte die Düsseldorfer Basketball-Welt. Erneut mussten die Bascats einen weiteren Tiefschlag hinnehmen und sich neu aufstellen.
Seit der Saison 2023/2024 spielt die erste Damenmannschaft in der Oberliga und fokussiert sich auf die Jugendarbeit. Neben der Oberliga-Mannschaft spielen Teams des Vereins in der Landesliga und der Bezirksliga (Stand September 2023). Neben der Oberliga-Mannschaft spielen Teams des Vereins in der Landesliga und der Bezirksliga (Stand September 2023). Mit mehr als 470 Mitgliedern ist der Verein derzeit der größte Frauenbasketballverein in Deutschland (Stand Januar 2023).